# Alles Lüge (1948)
Alles Lüge ist ein österreichisches Filmlustspiel aus dem Jahre 1948 von E. W. Emo mit Wolf Albach-Retty, Senta Wengraf, Hedwig Bleibtreu und Siegfried Breuer in den Hauptrollen.

## Handlung
Klementine Plamershof ist eine lebenslustige, junge Frau. Sie wurde naslang in einem Mädchenpensionat „kaserniert“, wo sie mit zunehmender Unlust ein Musikstudium betreibt. Dies wird von der musikbesessenen Großmutter Plamershof finanziert. Da deren Geldfluss in Richtung Klementine schlagartig versiegen dürfte, wenn Klementine ihr Studium abbricht, verheimlicht die junge Frau ihre Absicht, ein Zoologiestudium zu beginnen und das strenge Pensionat zu verlassen. Klementine quartiert sich daraufhin ohne das Wissen ihrer Familie woanders ein und spielt, mithilfe ihrer Pensionatsfreundinnen, der Oma weiterhin die musikbegeisterte Studentin vor. 
Um die Dinge auf die Spitze zu treiben, präsentiert Klementine ihren neuen Verehrer, den talentierten, angeblichen „Meisterboxer“ Willi Wolters, vor Oma Plamershof als ihren Musiklehrer. Auf einem Fest, das zu Ehren der angehenden Musiker gegeben wird, fliegt der ganze Schwindel schließlich auf. Großmutter Plamershof erweist sich trotz einigen Grummelns doch nicht als ganz so unflexibel und antiquiert und akzeptiert schließlich den „Neuen“, der eigentlich als Zoologe arbeitet, an der Seite ihrer Lieblingsenkelin.  

## Produktionsnotizen
Alles Lüge entstand im Winter 1947/48 in Wien-Sievering (Studio) sowie in Wien und Umgebung (Außenaufnahmen). Die Uraufführung erfolgte am 9. April 1948 in Wien, die deutsche Premiere war am 14. Oktober 1949 in Frankfurt am Main. In Berlin lief der Streifen am 18. November 1949 an.
Friedrich Erban übernahm die Produktionsleitung. Fritz Jüptner-Jonstorff entwarf die Filmbauten.

## Kritik
“Der Schwank demonstriert – trotz vorhandener melancholischer Ader aller kreativ Hauptbeteiligter – Sinn fürs brüsk Schenkelklopfrige. Es gibt die Oma mit Geld und Spleen, die Enkelin, die ihre eigenen Wege gehen will sowie die bucklige Verwandtschaft, die von den finanziellen Zuwendungen der alten Dame ganz gut lebt … Top lustig!”